# 孙飞虎
孙飞虎（1941年—2014年11月22日），上海人，中国大陆男演员，以多次饰演蔣中正獲得好評而聞名，但他不願被定型為專演蔣氏的「特型演员」，晚年多在歷史題材的古裝戲劇中擔任不同的老生型配角。

## 生平
1941年，孙飞虎出生于上海的一个富裕家庭。1964年毕业于上海戏剧学院表演系，被分配至贵州省话剧团任演员。1981年，应北京电影制片厂导演成荫之邀，在电影《西安事变》中饰演蒋介石一角，获得电影十佳演员奖和第二届电影金鸡奖最佳男配角奖。1990年，他又凭在电影《开国大典》中饰演蒋介石而再度获得金鸡奖最佳男配角奖。据称，他饰演的蒋介石曾获蒋经国的认可。
自2000年起，孙飞虎很少再扮演蒋介石。孙飞虎自称“年纪大了，人也发福了，已经不太像了。”2005年，孙飞虎在电影《一个陌生女人的来信》中饰管家，2011年，在电影《雪花秘扇》中饰陆老爷。在电视剧中，孙飞虎曾饰演曾国藩（《太平天国》）、韩安国（《汉武大帝》）、甘龙（《大秦帝国》）、封德彝（《贞观长歌》）等角色。
2014年11月22日，孙飞虎在西安病逝，享年73岁。

## 影视作品
| 播映年份 | 类型   | 片名                       | 角色   | 合作导演                     | 備註                             |
| 1981年   | 电影   | 西安事变                   | 蔣中正 | 成蔭、顏學恕、于連起、戴宗安 | 第2届中国电影金鸡奖最佳男配角奖  |
| 1982年   | 电影   | 风雨下钟山                 | 蔣中正 | 袁先、韦林玉、里坡           |                                  |
| 1987年   | 电影   | 東陵大盜                   | 蔣中正 | 斗兵                         |                                  |
| 1989年   | 电影   | 龙云与蒋介石               | 蔣中正 | 任鹏远                       |                                  |
| 1989年   | 电影   | 开国大典                   | 蔣中正 | 李前宽、肖桂云               | 第10届中国电影金鸡奖最佳男配角奖 |
| 1992年   | 电影   | 三毛從軍記                 | 蔣中正 | 张建亚                       |                                  |
| 1994年   | 电影   | 重慶談判                   | 蔣中正 | 李前宽，肖桂云，张夷非       | 第17届大众电影百花奖最佳男配角奖 |
| 1995年   | 电视剧 | 鎮關東                     | 蔣中正 |                              |                                  |
| 1996年   | 电视剧 | 大渡桥橫鉄索寒/ 強渡大渡河 | 蔣中正 | 舒崇福                       | 第十七届全国优秀电视剧飞天奖     |
| 1999年   | 电影   | 大進軍大戰寧滬杭           | 蔣中正 |                              |                                  |
| 2000年   | 电视剧 | 太平天國                   | 曾國藩 | 陳家林                       |                                  |
| 2001年   | 电视剧 | 吕布与貂蝉                 | 丁原   |                              | 又名：蝶舞天涯                   |
| 2001年   | 电视剧 | 大汉天子                   | 刘安   |                              |                                  |
| 2002年   | 电视剧 | 缘海情天                   |        |                              | 又名：都市情缘、千年之恋         |
| 2003年   | 电视剧 | 汉武大帝                   | 韩安国 | 胡玫                         |                                  |
| 2004年   | 电影   | 一个陌生女人的来信         | 管家   | 徐静蕾                       |                                  |
| 2005年   | 电视剧 | 贞观长歌                   | 封德彝 | 吴子牛                       |                                  |
| 2006年   | 电视剧 | 周璇                       | 顾志明 |                              |                                  |
| 2006年   | 电视剧 | 大秦帝國之裂變             | 甘龙   | 黃健中、延藝                 |                                  |
| 2006年   | 电视剧 | 船政风云                   | 曾国藩 |                              |                                  |
| 2007年   | 电视剧 | 山菊花                     | 孔庆儒 |                              |                                  |
| 2007年   | 电视剧 | 远东第一监狱               | 五爷   |                              |                                  |
| 2012年   | 电视剧 | 大秦帝國之縱橫             | 甘龍   | 丁黑                         |                                  |